# Neo Conception International
Pour les articles homonymes, voir NCI.
Neo Conception International (ou NCI) est une entreprise française de développement de jeux vidéo fondée en 2010,,.

## Description
Neo Conception  a été créé par trois français et un japonais. L'entreprise commercialise des jeux vidéo essentiellement sur Neo-Geo MVS, AES et CD. La principale activité de NCI est de racheter les droits de jeux Neo-Geo dont le développement a été stoppé (à différents stades de production), de les finaliser, de les commercialiser et de les porter sur différentes plates-formes. La plupart des jeux NCI sont des jeux développés et terminés à l'époque de l'exploitation de la Neo-Geo par SNK.
NCI est en contact avec certains acteurs majeurs de l'époque de l'exploitation de la Neo-Geo.
Bang² Buster, développé par Visco, qui ne travaillant plus dans le domaine du jeu vidéo, a revendu et livré le prototype, à la suite d'un simple rendez-vous à Tokyo. Treasure of the Caribbean a été récupéré par l'intermédiaire d'un ancien programmeur de Face retrouvé sur Mixi qui a livré deux disques avec les instructions pour le développement du jeu. NCI a décidé de suivre les instructions, puis après plusieurs difficultés, a décidé de travailler avec la société de développement Le Cortex.

## Jeux développés
- Bang² Buster : AES (décembre 2010), MVS (15 août 2011), CD (Juin 2012)[6]
- Treasure of the Caribbean : MVS (17 février 2012), Neo Geo AES, Neo Geo CD (21 janvier 2012)[7]
- QP : sortie prévue
- Warlocks of the Fates : sortie prévue[8],[9]
- Andro Dunos : Neo-Geo CD (29 octobre 2013)[10]
- The King of Fighters 2002 : Neo-Geo CD (TBA)